# Jean Gallon
Jean Gallon (Parigi, 25 giugno 1878 – Parigi, 23 giugno 1959) è stato un pedagogo e compositore francese.

## Biografia
Nato da una famiglia di pedagoghi e musicisti, ebbe per fratello minore Noël Gallon, anch'egli musicista e insegnante, in particolare di contrappunto e fuga al Conservatorio di Parigi.
 Lo stesso Jean studiò al Conservatorio di Parigi, dove seguì gli insegnamenti di Albert Lavignac in armonia, Louis Diémer in pianoforte, Paul Vidal in accompagnamento e Charles Lenepveu in composizione.

## La Direzione
Fu Maestro di cappella a Parigi nella Chiesa di Saint-Merri nel 1894 e nel 1903 ricoprì lo stesso ruolo in quella di Saint-Philippe-du-Roule.
Tra il 1906 e il 1914 fu direttore del "Coro della Società dei Concerti del Conservatorio di Parigi", intersecando dal 1909 al 1914 tale attività con quella di direttore del Coro dell'Opéra di Parigi e con la direzione del coro dell'Opéra Garnier nella stessa città.

## L'attività didattica
Presso il Conservatorio di Parigi insegnò armonia dal 1919 al 1949. 
Dal 1933 al 1947 fu sua assistente all'insegnamento Paula Maurice Lantier, che era stata allieva sia di Jean che di Noël Gallon, e avrebbe in seguito continuato la propria carriera di docente e di compositrice.

Jean Gallon fu il primo a introdurre nel proprio corso teorie sviluppate da Gabriel Fauré, Claude Debussy e Maurice Ravel.

### Gli allievi
Tra i suoi allievi si sarebbero distinti particolarmente Maurice Duruflé, Olivier Messiaen, Elsa Barraine, Paul Bonneau, Robert Casadesus, Henri Dutilleux, Henri Challan, Marcel Delannoy, Jeanne Demessieux, Jean Hubeau, Jean Rivier, Pierre Sancan.
- Olivier Messiaen, ammesso al Conservatorio parigino nel 1919.[5] In seguito, Messiaen stesso, insegnando al Conservatorio armonia, avrebbe a sua volta particolarmente influenzato una nuova generazione di compositori mediante un metodo personale di analisi della musica del XX secolo e delle proprie composizioni.[3]

- Nella stessa classe di Messiaen, nel 1925, era Elsa Barraine.[6][7]

- Maurice Duruflé.[8][9] Quando Gallon si ritirò dall’insegnamento, nel 1949, l’allievo gli dedicò il Chant Donné - Hommage à Jean Gallon.[9]

- Henri Challan fu allievo di Gallon e in seguito avrebbe insegnato al Conservatorio di Parigi dal 1936.[3]

- Jeanne Demessieux frequentò le lezioni di armonia di Gallon tra il 1936 e il 1937.[3]

- Pierre Sancan fu tra gli allievi che, con Messiaen, Casadesus, Dutilleux, Gallois-Montbrun, nel 1953 offrirono al maestro le "64 Lezioni di armonia tributate in omaggio a Jean Gallon da coloro che furono suoi allievi tra il 1919 e il 1948".[10][11]

## Compositore
Insieme con il fratello, Gallon compose il balletto Hansli le bossu (Hansli il gobbo), rappresentato nel 1914.
Jean Gallon compose nel 1898 una Messa per quattro voci, orchestra ed organo, sei Antifone per Orchestra d'archi e organo l'anno successivo, musica da camera e alcuni lieder.

### Critica
Alain Louvier, compositore di musica classica contemporanea, riferendosi specialmente alla musica sacra di Gallon, rileva che le sue opere siano poco numerose ma di «grande qualità e di elegante fattura».